# Sièges réservés (Autorité palestinienne)
Comme pour l'Irak (monarchique), la Jordanie, le Liban et la Syrie (pré-baasiste), l'Autorité palestinienne a hérité du Parlement ottoman l'existence de sièges réservés au Conseil législatif palestinien.
Six sièges étaient réservés dans la loi électorale de 1995 pour les chrétiens et un pour les Samaritains. Pour les élections de 2006, ce dernier siège a été supprimé, seuls ceux des Chrétiens ont été maintenus.
Par ailleurs, le Décret présidentiel 10/2005 du 22 mars 2005 établit un quota confessionnel pour
quelques localités historiquement ou majoritairement chrétiennes. A Ramallah, le maire doit ainsi être de confession chrétienne. Le conseil municipal de Bethléhem (15 membres élus dont le maire et le vice-maire) doit compter une majorité de chrétiens, dont le maire et le vice-maire. 
Lors des élections municipales à Bethléhem le 5 mai 2005, le Fatah et le Front populaire de libération de la Palestine se sont partagé les sièges réservés aux chrétiens et le Hamas a remporté six des sept sièges dits « ouverts » (non réservés), s'alliant après les élections avec des élus chrétiens pour contrôler la ville; le 7e siège musulman a été remporté par le Jihad islamique,.